# 1093. grenadirski polk (Wehrmacht)
1093. grenadirski polk (izvirno nemško 1093. Grenadier-Regiment; kratica 1093. GR) je bil pehotni polk Heera v času druge svetovne vojne.

## Zgodovina
Polk je bil ustanovljen 24. julija 1944 kot sestavni del 547. grenadirske divizije. Februarja 1945 je bil polk vkorporiran v 170. pehotno divizijo.